# 五十嵐洋一
五十嵐 洋一（いがらし よういち、1946年9月23日 - ）は、東京都出身のプロ野球審判員で元審判部副部長。

## 来歴・人物
横浜翠嵐高校から法政大学を経て1967年パシフィック・リーグ審判部入局。前川芳男審判部長とは同期生である。審判員袖番号は1（1977年初採用から1998年自主退職まで、2004年以降は秋村謙宏審判員が付けている）。
大学浪人中にアルバイトでアマ野球の審判を行ったことが、プロ審判となるきっかけとなった。1986年の日本シリーズ第8戦で球審を務めるなど、着実にキャリアを積み重ねていたが、1998年12月25日、定年まで3年を残して連盟より契約解除処分を受けた。同年の11月23日、傷害事件を起こして、逮捕されたことが解雇の理由であった（連盟は依願退職を勧めたが、五十嵐はこれを拒否し「解雇してくれ」と言った）。この件がなければ、リーグ6人目の通算3000試合出場、そして次期審判部長の座は確実だったという意見もある。  
通算試合出場数は2821。オールスター5回（1976年、1980年、1984年、1989年、1992年）、日本選手権シリーズ9回（1984年、1986年、1989年、1992年〜1994年、1996年〜1998年）それぞれ出場。オールスターでは1980年と1984年第3戦、日本シリーズでは、1989年・1993年に第1戦、1998年に第2戦、1994年に第6戦、1986年に第8戦のそれぞれ球審を担当している。
2015年8月末まで東京都・赤坂でお好み焼き屋を経営していた。
愛犬家でもある。

## 主な審判試合
- 1978年8月31日のロッテ - 阪急戦でライト側外野審判（今井雄太郎による完全試合達成）
- 1980年のオールスターゲーム第3戦で球審（巨人・江川卓のオールスター初登板）
- 1984年のオールスターゲーム第3戦で球審（巨人・江川卓のオールスター8者連続奪三振）
- 1986年の日本シリーズ第8戦で球審
- 1987年宮城球場でのロッテ - 西武戦。ロッテの攻撃で打者佐藤健一の時、2塁走者の水上善雄が3塁盗塁。捕手伊東勤が3塁へ送球したが、この時、投球を見送った佐藤が打席から動かずに伊東の送球を妨害したとして球審をしていた五十嵐が佐藤に対して守備妨害を宣告。ロッテ側から抗議が来た時、1塁コーチの土屋弘光が「自然な動きだろ。逃げようがないじゃないか!」と抗議すると、五十嵐は左手に持っていたマスクを力いっぱいグラウンドに叩きつけ「冗談じゃないよ!!」と怒鳴り返した。すると、当時監督だった有藤道世が「あっち行ってろ」と1塁コーチの土屋を追い返した。
- 1988年10月19日のロッテ - 近鉄ダブルヘッダー第2試合で3塁塁審（10.19）
- 1989年10月12日の西武 - 近鉄ダブルヘッダー第1試合（ラルフ・ブライアントの4打数連続本塁打の内、第1試合での3打席連続ホームラン）で球審
- 1990年6月6日の日本ハム - 近鉄戦で2塁塁審（ブライアントの東京ドーム天井スピーカー直撃の認定ホームラン）。
- 1992年の日本シリーズ第7戦でライト側外審
- 1993年の日本シリーズ第4戦で1塁塁審（飯田哲也のスーパーバックホーム）
- 1994年の日本シリーズ第6戦で球審（長嶋監督初の日本一達成）
- 1996年の日本シリーズ第5戦で3塁塁審（オリックス初の日本一達成）
- 1998年の日本シリーズ第6戦で2塁塁審（横浜ベイスターズ38年ぶりの日本一達成、これが五十嵐が出場した最後の試合となった）

## 装備

### プロテクター
- 五十嵐は審判員採用当初から、インサイドプロテクターでの球審に臨みたかっが、当時の上役に相談した所「アメリカでやっている事を真似るのはとんでもない」と反対された。五十嵐は身長177cmと長身だが、体重は当時70kg位しかなく、インサイドプロテクターでの球審には線が細いから反対されたと思われる。彼は泣く泣くアウトサイドプロテクターでの球審を長年務めていたが、1986年ぐらいに念願のインサイドプロテクターへ変更[1]し、アウトサイド時代と変わらない正確な判定を下していた。

### マスク
- 五十嵐はアウトサイドプロテクター時代バーマスクだったが、インサイドプロテクター変更と同時にフレームマスクに変更。変更間もない頃はスロートガードを付けていなかったが、途中から吊り下げスロートガードを装着。またマスクも、一時期当時はまだ珍しいクレストカラーパッドのマスクで球審をしていた。

### 上着
- 五十嵐も中村稔、小林毅二同様球審はシャツ姿でする事が多かった。日本シリーズ9回出場のうち、ブレザー姿で球審をしたのは1986年の日本シリーズ、1989年の日本シリーズのみで、1993年の日本シリーズ、1994年の日本シリーズ、1998年の日本シリーズの球審時はシャツ姿での球審である。